# Tauschia hooveri
Tauschia hooveri är en flockblommig växtart som beskrevs av Mildred Esther Mathias och Lincoln Constance. Tauschia hooveri ingår i släktet Tauschia och familjen flockblommiga växter. Inga underarter finns listade i Catalogue of Life.